# Хомпеш, Николаус Йозеф
Николаус Йозеф Хомпеш (нем. Nikolaus Josef Hompesch; 14 марта 1830, Кёльн — 13 ноября 1902, Кёльн) — немецкий пианист и музыкальный педагог.
Из семьи музыкантов. Был в числе первых студентов открывшейся в 1850 году Кёльнской консерватории — и, как отмечается, любимым учеником её первого руководителя Фердинанда Хиллера. Окончив консерваторию, с 1854 г. преподавал в ней фортепиано, выйдя в отставку за несколько недель до смерти. Возглавлял кёльнское отделение Общества преподавателей музыки. Среди учеников Хомпеша, в частности, Карл Армбрустер и Энгельберт Хумпердинк. Как исполнитель выступал в качестве солиста с Гюрцених-оркестром. В 1886 г. подготовил и опубликовал сборник фортепианных пьес Вильгельма Фридемана Баха, которые, однако, как было вскоре установлено, в действительности представляли собой перекомпонованные части из сонат и фантазий И. В. Гесслера